# Anna Fleming
Anna Fleming, tidigare Fleming af Liebelitz, född 1682, död 9 november 1737 i Rystads församling, Östergötlands län, var en svensk hovfunktionär. Hon var hovfröken och förtrogen till Ulrika Eleonora.

## Biografi
Anna Fleming var dotter till Claes Fleming och Anna Cruus. 
Hon var det enda överlevande barnet till sina föräldrar och förlorade sin far vid tre års ålder och blev föräldralös då hennes mor avled när hon var nio eller tio år gammal 1692. Hon blev därefter kungaparets fosterdotter och uppfostrades vid hovet som lekkamrat till kungabarnen. Hon kom särskilt nära Ulrika Eleonora och har blivit känd som en av dennas nära förtrogna vänner utöver Emerentia von Düben och Hedvig Mörner: Ulrika Eleonora kallade henne för "min goda ancus". Formellt sett hade hon tjänsten som hovfröken hos Ulrika Eleonora under trettio års tid, ända fram till sitt giftermål. 
Fleming gifte sig 4 juli 1723 i Stockholm med fältmarskalken friherre Hugo Johan Hamilton af Hageby (1668–1748). Ulrika Eleonora utnämnde därefter hennes make till marskalk och hennes styvson till kammarherre. Som sådan blev hon grevinna till Boo slott i Bo socken.